# Episodi di Black Lightning (seconda stagione)
La seconda stagione della serie televisiva Black Lightning è stata trasmessa negli Stati Uniti d'America dal 9 ottobre 2018 al 18 marzo 2019 sul canale The CW.
In Italia la stagione è stata pubblicata con cadenza settimanale su Netflix dal 16 ottobre 2018 al 25 marzo 2019, sette giorni dopo la messa in onda statunitense.
| n° | Titolo originale                                                      | Titolo italiano                                                       | Prima TV USA     | Prima TV Italia  |
| -- | --------------------------------------------------------------------- | --------------------------------------------------------------------- | ---------------- | ---------------- |
| 1  | The Book of Consequences: Chapter One: Rise of the Green Light Babies | Il libro delle conseguenze: Capitolo uno: I ragazzi della Green Light | 9 ottobre 2018   | 16 ottobre 2018  |
| 2  | The Book of Consequences: Chapter Two: Black Jesus Blues              | Il libro delle conseguenze: Capitolo due: La malinconia del Gesù nero | 16 ottobre 2018  | 23 ottobre 2018  |
| 3  | The Book of Consequences: Chapter Three: Master Lowry                 | Il libro delle conseguenze: Capitolo tre: Il preside Lowry            | 23 ottobre 2018  | 30 ottobre 2018  |
| 4  | The Book of Consequences: Chapter Four: Translucent Freak             | Il libro delle conseguenze: Capitolo quattro: Il mostro traslucido    | 30 ottobre 2018  | 6 novembre 2018  |
| 5  | The Book of Blood: Chapter One: Requiem                               | Il libro del sangue: Capitolo primo: Requiem                          | 13 novembre 2018 | 20 novembre 2018 |
| 6  | The Book of Blood: Chapter Two: The Perdi                             | Il libro del sangue: Capitolo secondo: I Perdi                        | 20 novembre 2018 | 27 novembre 2018 |
| 7  | The Book of Blood: Chapter Three: The Sange                           | Il libro del sangue: Capitolo terzo: I Sange                          | 27 novembre 2018 | 4 dicembre 2018  |
| 8  | The Book of Rebellion: Chapter One: Exodus                            | Il libro della ribellione: Capitolo primo: Esodo                      | 4 dicembre 2018  | 11 dicembre 2018 |
| 9  | The Book of Rebellion: Chapter Two: Gift of the Magi                  | Il libro della ribellione: Capitolo secondo: Il dono dei Magi         | 11 dicembre 2018 | 18 dicembre 2018 |
| 10 | The Book of Rebellion: Chapter Three: Angelitos Negros                | Il libro della ribellione: Capitolo terzo: Angelitos Negros           | 21 gennaio 2019  | 28 gennaio 2019  |
| 11 | The Book of Secrets: Chapter One: Prodigal Son                        | Il libro dei segreti: Capitolo primo: Figliol Prodigo                 | 28 gennaio 2019  | 4 febbraio 2019  |
| 12 | The Book of Secrets: Chapter Two: Just and Unjust                     | Il libro dei segreti: Capitolo secondo: Giusto e Ingiusto             | 4 febbraio 2019  | 11 febbraio 2019 |
| 13 | The Book of Secrets: Chapter Three: Pillar of Fire                    | Il libro dei segreti: Capitolo terzo: Colonna di Fuoco                | 11 febbraio 2019 | 18 febbraio 2019 |
| 14 | The Book of Secrets: Chapter Four: Original Sin                       | Il libro dei segreti: Capitolo quarto: Peccato originale              | 4 marzo 2019     | 11 marzo 2019    |
| 15 | The Book of the Apocalypse: Chapter One: The Alpha                    | Il libro dell'Apocalisse: Capitolo uno: Alfa                          | 11 marzo 2019    | 18 marzo 2019    |
| 16 | The Book of the Apocalypse: Chapter Two: The Omega                    | Il libro dell'Apocalisse: Capitolo due: Omega                         | 18 marzo 2019    | 25 marzo 2019    |

## Il libro delle conseguenze: Capitolo uno: I ragazzi della Green Light
- Titolo originale: The Book of Consequences: Chapter One: Rise of the Green Light Babies
- Diretto da: Salim Akil
- Scritto da: Salim Akil

## Il libro delle conseguenze: Capitolo due: La malinconia del Gesù nero
- Titolo originale: The Book of Consequences: Chapter Two: Black Jesus Blues
- Diretto da: Oz Scott
- Scritto da: Charles D. Holland

## Il libro delle conseguenze: Capitolo tre: Il preside Lowry
- Titolo originale: The Book of Consequences: Chapter Three: Master Lowry
- Diretto da: Rose Troche
- Scritto da: Jan Nash

## Il libro delle conseguenze: Capitolo quattro: Il mostro traslucido
- Titolo originale: The Book of Consequences: Chapter Four: Translucent Freak
- Diretto da: Salli Richardson
- Scritto da: Adam Giaudrone

## Il libro del sangue: Capitolo primo: Requiem
- Titolo originale: The Book of Blood: Chapter One: Requiem
- Diretto da: Michael Schultz
- Scritto da: Lamont Magee

## Il libro del sangue: Capitolo secondo: I Perdi
- Titolo originale: The Book of Blood: Chapter Two: The Perdi
- Diretto da: Oz Scott
- Scritto da: Pat Charles

## Il libro del sangue: Capitolo terzo: I Sange
- Titolo originale: The Book of Blood: Chapter Three: The Sange
- Diretto da: Eric Laneuville
- Scritto da: Keli Goff

## Il libro della ribellione: Capitolo primo: Esodo
- Titolo originale: The Book of Rebellion: Chapter One: Exodus
- Diretto da: Tawnia McKiernan
- Scritto da: Jake Waller

## Il libro della ribellione: Capitolo secondo: Il dono dei Magi
- Titolo originale: The Book of Rebellion: Chapter Two: Gift of the Magi
- Diretto da: Benny Boom
- Scritto da: Adam Giaudrone

## Il libro della ribellione: Capitolo terzo: Angelitos Negros
- Titolo originale: The Book of Rebellion: Chapter Three: Angelitos Negros
- Diretto da: Salim Akil
- Scritto da: Jan Nash e J. Allen Brown

## Il libro dei segreti: Capitolo primo: Figliol Prodigo
- Titolo originale: The Book of Secrets: Chapter One: Prodigal Son
- Diretto da: Rob Hardy
- Scritto da: Pat Charles

## Il libro dei segreti: Capitolo secondo: Giusto e Ingiusto
- Titolo originale: The Book of Secrets: Chapter Two: Just and Unjust
- Diretto da: Jeff Byrd
- Scritto da: Charles D. Holland

## Il libro dei segreti: Capitolo terzo: Colonna di Fuoco
- Titolo originale: The Book of Secrets: Chapter Three: Pillar of Fire
- Diretto da: Robert Townsend
- Scritto da: Lamont Magee

## Il libro dei segreti: Capitolo quarto: Peccato originale
- Titolo originale: The Book of Secrets: Chapter Four: Original Sin
- Diretto da: Oz Scott
- Scritto da: Pat Charles e Keli Goff

## Il libro dell'Apocalisse: Capitolo uno: Alfa
- Titolo originale: The Book of the Apocalypse: Chapter One: The Alpha
- Diretto da: Salim Akil
- Scritto da: Jan Nash

## Il libro dell'Apocalisse: Capitolo due: Omega
- Titolo originale: The Book of the Apocalypse: Chapter Two: The Omega
- Diretto da: Salim Akil
- Scritto da: Charles D. Holland